# 100 Cans
100 Cans est un tableau réalisé par l'artiste américain Andy Warhol en 1962. Réalisée à la caséine, à la peinture aérosol et au crayon sur du coton, cette nature morte représente un empilement de cent boîtes de conserve de la Campbell Soup Company comprenant de la soupe de nouilles au bœuf. L'œuvre est conservée à la galerie d'art Albright-Knox, à Buffalo, dans l'État de New York.